# Pulvérin
Le pulvérin est une poudre noire très fine qui sert à amorcer une arme comme un mousquet ou un pistolet à rouet.
Le pulvérin est aussi le nom du récipient qui contient cette poudre, en compétition MLAIC, son contenu ne doit pas dépasser 16,2 gr.

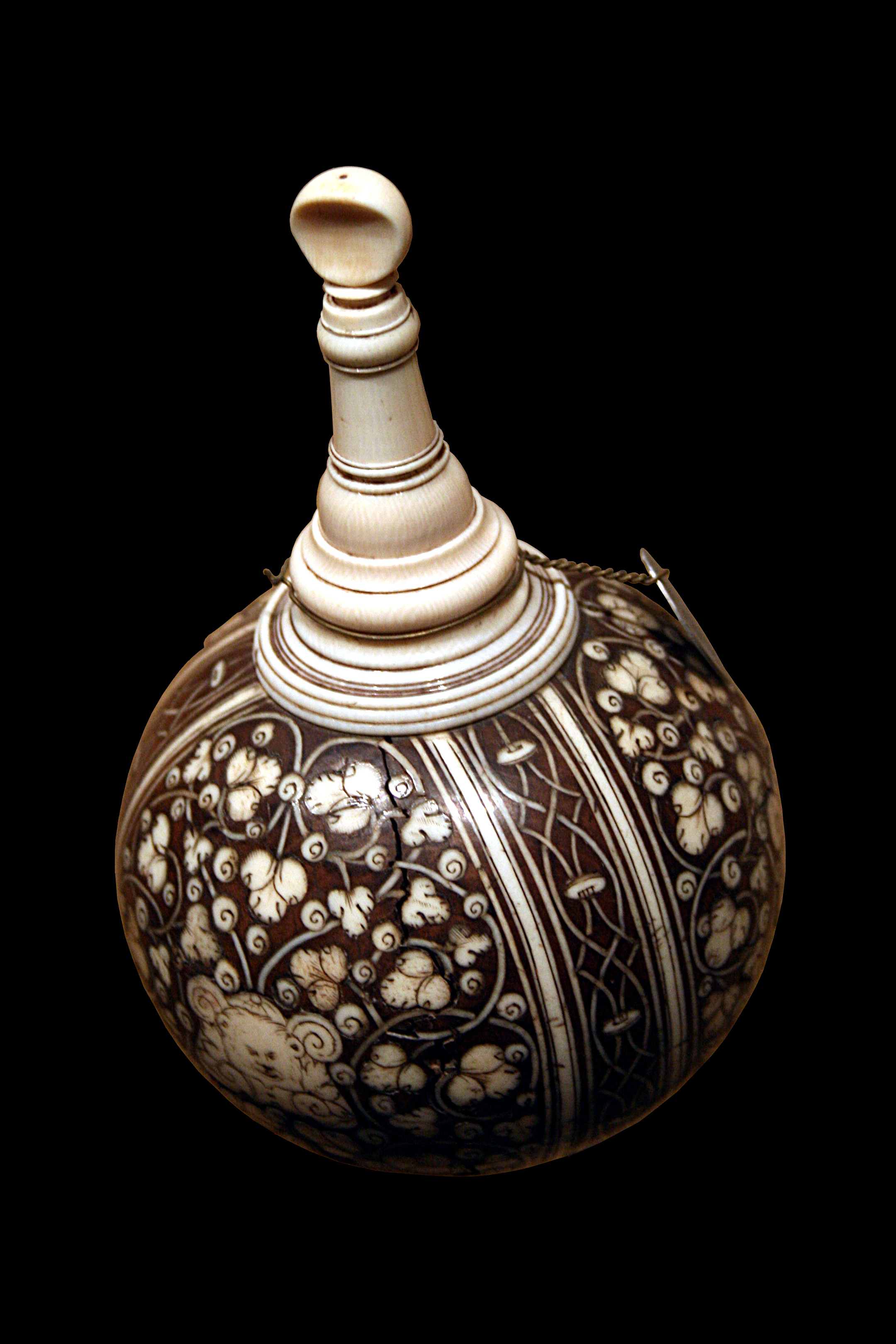
Pulvérin réalisé vers 1600 en Allemagne.